# São Caetano (Pernambuco)
São Caetano (por vezes grafado como São Caitano) é um município brasileiro do estado de Pernambuco. Administrativamente, o município é formado pelos distritos de Tapiraim, Maniçoba e pelo povoado de Santa Luzia.
Tem uma população residente de 35.416 habitantes, sendo o 51° município mais populoso de Pernambuco, e o 830° do Brasil.

## História
A povoação do município tem início em 1838 com a chegada do senhor José Pedro de Pontes, proveniente do município pernambucano de Bezerros. Primeiramente ele estabeleceu-se onde hoje se localiza a sede municipal. No ano seguinte, ergueu uma igreja sob a invocação do São Caetano de Thiene com bênção da imagem do padroeiro feita por um vigário do município de Altinho.
Posteriormente, desenvolveu-se um povoado ao redor do templo, de modo que, em 1844, o povoado foi elevado à categoria de freguesia, denominada Freguesia de São Caetano, e criado o distrito homônimo, pertencente ao município de Bezerros. Mais tarde, a sede da freguesia foi transferida para o povoado de Caruaru, elevada à Matriz, retornando a sua situação anterior em 1859. A localidade tornou-se vila em 1909. Dois anos depois, o distrito de São Caetano passou a integrar parte do território do município de Caruaru.

## Geografia

### Localização
São Caetano localiza-se no interior do estado de Pernambuco, no agreste pernambucano. Está a uma altitude média de 552 metros acima do nível do mar. O município abrange uma área territorial de 382,4 quilômetros quadrados. São Caetano faz limite com os municípios de Brejo da Madre de Deus ao norte, ao sul com Altinho e Cachoeirinha, com Caruaru a leste, e a oeste com Belo Jardim e Tacaimbó.

### População
O município possui 35.416 habitantes (densidade demográfica de 92,6 hab/km²), segundo estimativas do IBGE em 2011. Em 1991 a população era estimada em 29.598 habitantes, ou seja, em vinte anos houve um aumento de 5.818 pessoas. Em 2000 o Índice de Desenvolvimento Humano era de 0,580, considerado baixo.

### Clima
São Caetano está situado em uma área de clima tropical do tipo semiárido, mas que devido a altitude modesta apresenta um quadro de aridez menos severa.
Durante o inverno, há muitos dias nublados e chuvosos, mas a chuva geralmente é leve, então o acumulado não é grande. Devido a esses dias nublados, a temperatura pouco varia ao longo do dia. Às vezes, massas de ar atingem a região e faz a temperatura cair muito durante a madrugada.

### Subdivisões
Em São Caetano está localizado o povoado de Garrote Velho.